# IV. Marián arboreai király
IV. Mariűn (1319 körül – 1375/6), szárdul: Marianu IV, giuighe/re de Arbarèe, katalánul: Marià IV d'Arborea, franciául: Marien IV, roi/juge d’Arborée, olaszul: Mariano IV d'Arborea, spanyolul: Mariano IV de Arborea, latinul: Marianus IV, iudex/rex Arboreae, Arborea királya (judex) Szardínia szigetén. Arboreai Bonaventura jéricai bárónénal a bátyja.

## Élete

Szardínia négy történelmi királysága: Arborea, Gallura, Kalaris (Cagliari) és Torres (Logudoro)

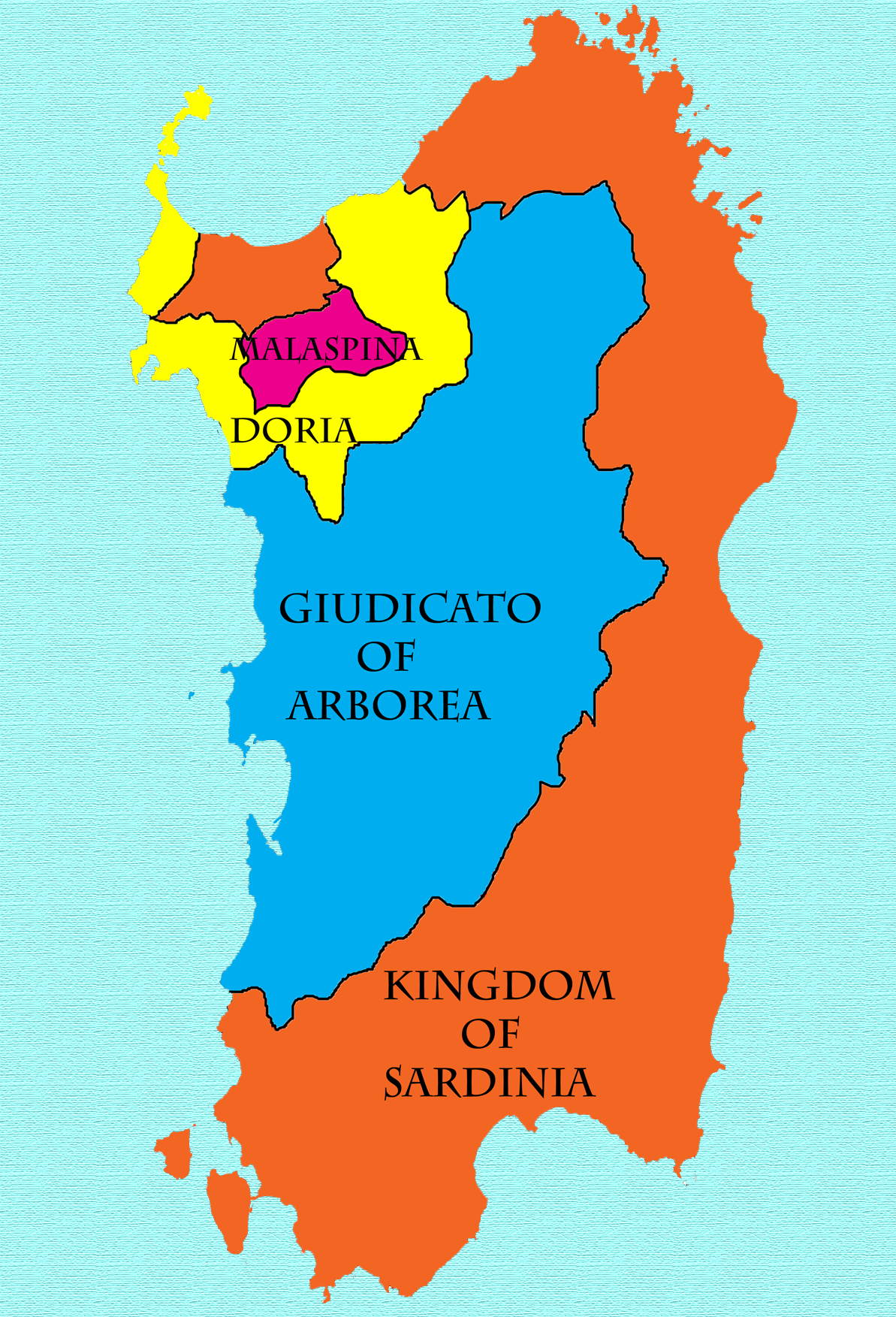
Az Arboreai Királyság kiterjedése 1324-ben, a Szárd Királyság megalapításakor

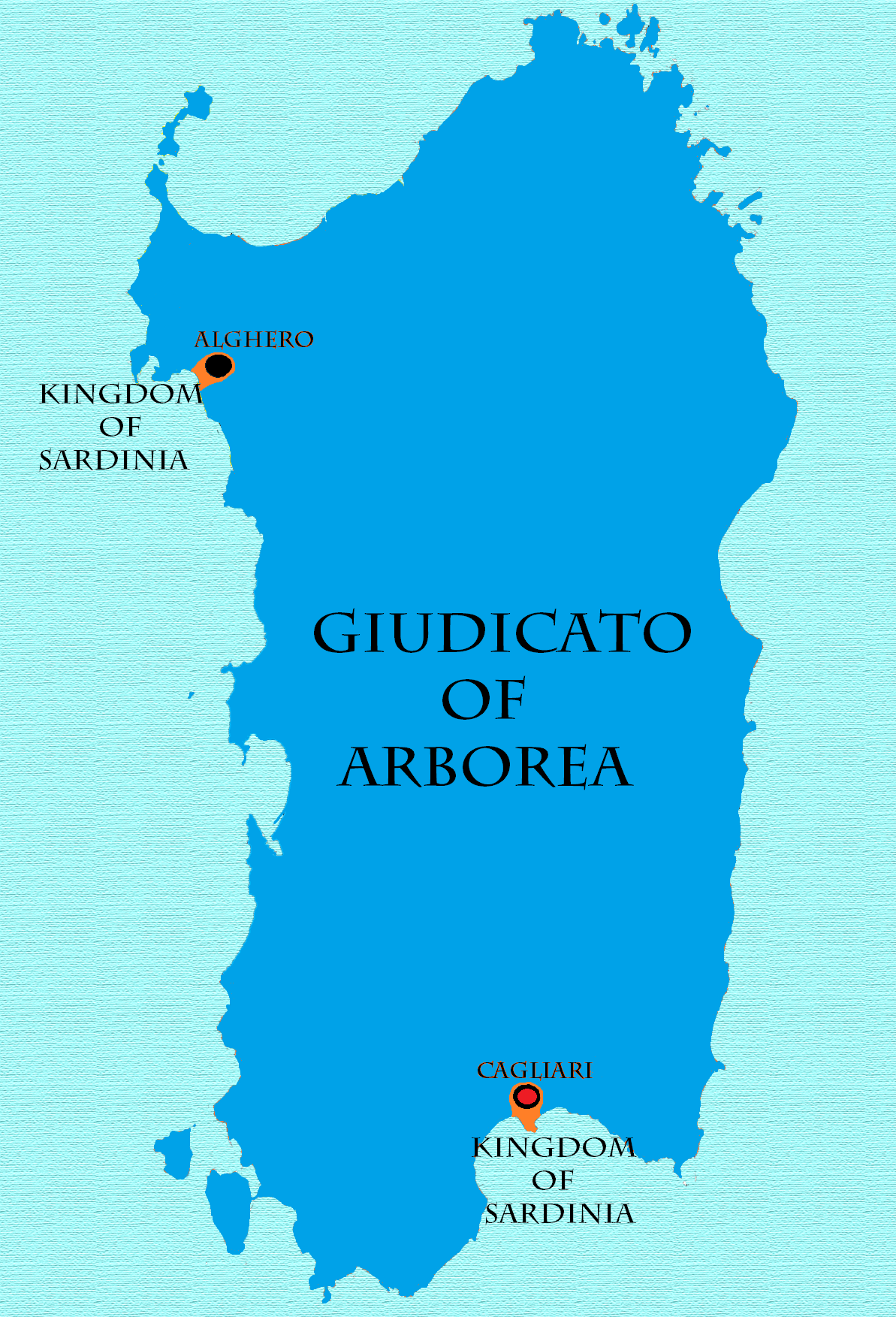
Az Arboreai Királyság kiterjedése 1368 és 1388, valamint 1392 és 1409 között

Apja, II. Hugó III. Marián, arborea királynak (judex) Paul(es)a de Serra úrnővel folytatott házasságon kívüli kapcsolatából született fia.
Az apja uralkodása alatt jött létre 1324-ben, a Szárd Királyság,
Az elsőszülött lánya volt I. Eleonóra, akinek a férje 1376-tól Brancaleone Doria (1337–1409), Monteleone grófja, és házasságukból két fiú jött a világra, akikkel együtt uralkodott.
I. Frigyes (1377–1387) korai halála után az öccse, V. Marián (1378/79–1407) uralkodott, és miután I. Eleonóra pestisben meghalt, az özvegye, Brancaleone Doria kormányzott a fia nevében, aki túlélte a fiát.
Mivel V. Marán nem nősült meg, és gyermekei nem születtek, így örökölhette a trónt kisebbik lányának, Atboreai Beatrix (1343 körül–1377) hercegnőnek az unokája, Vilmos az unokatestvére halála után 1407-ben, akit I. Vilmos néven 1409. január 13-án Oristanóban királlyá koronáztak. 
Beatrix IX. (VII.) Imre (?–1388) narbonnei algrófhoz ment feleségül, és hét gyermekük született, köztük Vilmos apja, I. Vilmos, Narbonne algrófja.

## Gyermekei
- Feleségétől, Rocabertí Timbor (1318–1364) algrófnőtől,[3] 4 gyermek:
  - Hugó (1337 körül–1383), III. Hugó néven Arborea királya (judex), felesége Castelli Battista, 1 lány:
    - Benedikta (1363 körül–1383), az apjával együtt meggyilkoltak.

  - János
  - Eleonóra (1340–1404), I. Eleonóra néven Arborea királynője (judex), férje Brancaleone Doria (1337–1409), Monteleone grófja, 2 fiú:
    - I. Frigyes (1377–1387), Arborea királya (judex)
    - V. Marián (1378/79–1407), Arborea királya (judex), nem nősült meg, gyermekei nem születtek.

  - Beatrix (1343 körül–1377), férje IX. (VII.) Imre (?–1388) narbonne-i algróf, 7 gyermek, többek között:
    - I. Vilmos (?–1397), Narbonne algrófja, felesége Guérine de Beaufort (?–1397 után), 2 fiú, többek között:
      - I. Vilmos (1370–1424), Arborea királya (judex) és Narbonne algrófja, felesége Armagnaci Margit grófnő, Armagnaci Mattea aragóniai trónörökösné nagyunokahúga, gyermekei nem születtek